# St. Leonhard (Meran)

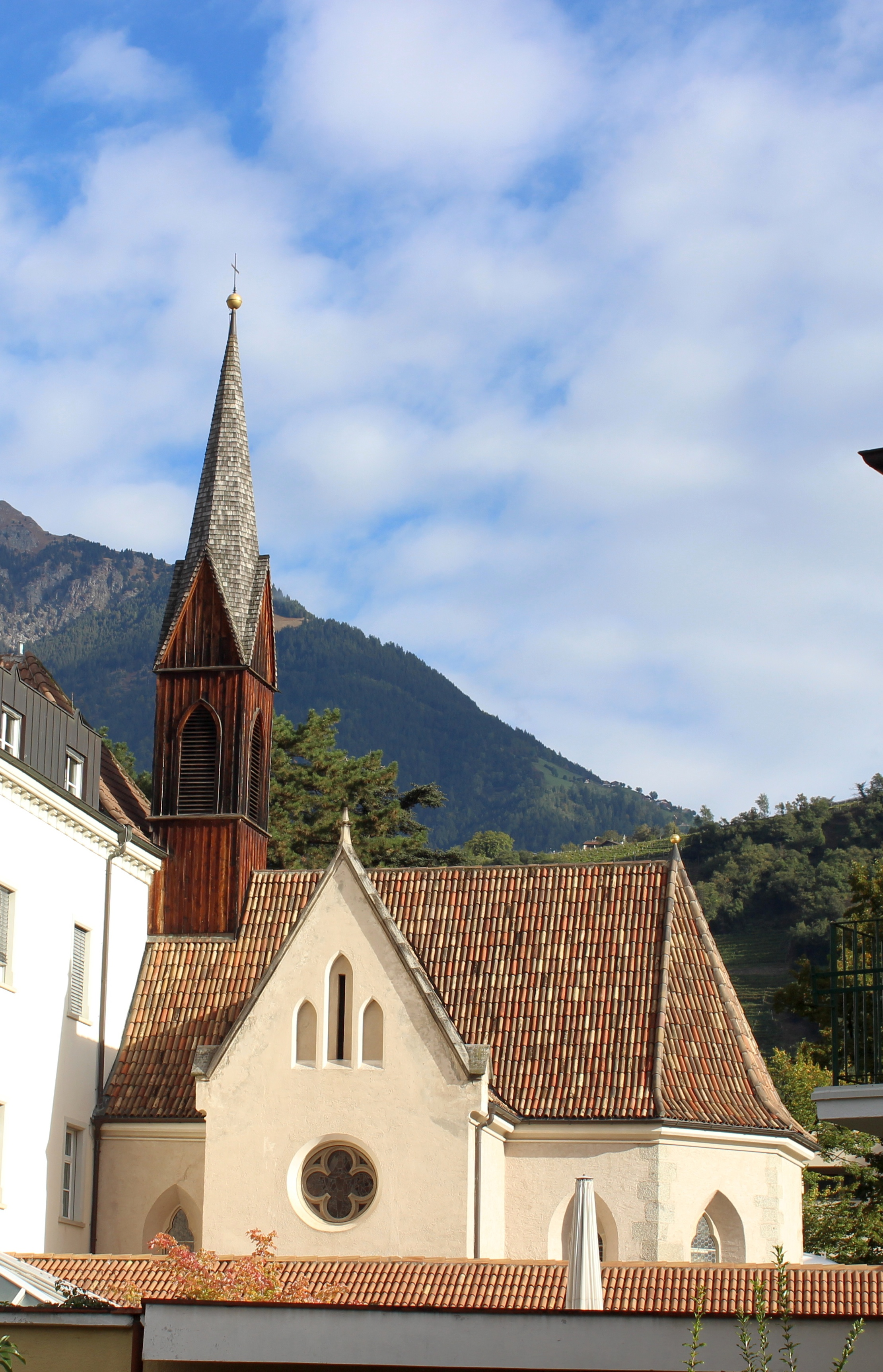
Südansicht

Die römisch-katholische Kirche St. Leonhard in Meran in Südtirol ist ein geschütztes Baudenkmal.  

## Geschichte
Die Kirche wird erstmals 1465 mit zugehörigem Siechenhaus in einer Rechnung des Siechenmeisters über die Dachdeckung von Kapelle und Turm erwähnt. Stifter der Kapelle war Hans Kneitinger, dessen Wappen über der Kirchentür angebracht ist. Zum Bau von Kapelle und Siechenhaus ließ man Wein von Terlan und Kaltern nach Meran liefern. Seit 1742 verfügte das Kloster Marienberg über das Benefiziat. 1878 erfolgte eine Erhöhung und Einwölbung. Die Kirche St. Leonhard steht seit dem 20. Juni 1980 unter Denkmalschutz.

## Beschreibung
Die im Kern spätgotische Kirche besitzt einen polygonalen Chorschluss und wird von einem hölzernen Dachreiter überhöht. Das Presbyterium ist mit einem Kreuzrippengewölbe überspannt. Die Seitenkapelle kam 1694 hinzu.